# اليوم العالمي للألوان
اليوم العالمي للألوان (بالإنجليزية:  International Colour Day)‏ هو حدث سنوي يقام في 21 مارس للاحتفال بالألوان. تم تأسيس هذا اليوم من قبل الرابطة الدولية للألوان ( AIC نسبةً لاسمها الفرنسي Association Internationale de la Couleur، والتي تتألف من منظمات الألوان الوطنية وأعضاء يمثلون أكثر من 30 دولة.

## خلفية
تم اقتراح اعتماد يوم عالمي للألوان لأول مرة في عام 2008 من قبل جمعية الألوان البرتغالية [الإنجليزية]، التي قدمت رئيستها ماريا جواو دوراو، الفكرة إلى جمعية الألوان الدولية). تمت الموافقة على الاقتراح في عام 2009 بين أعضاء الجمعية الدولية، التي تتكون من منظمات تهتم بهذا العلم وأعضاء يمثلون أكثر من 30 دولة.
وبذلك تم تأسيس اليوم العالمي للألوان، وتم اعتماد يوم 21 مارس باعتباره التاريخ الرسمي. وقد تم اختيار هذا التاريخ لأنه يقع حول فترة الاعتدال، عندما "تشرق الشمس مباشرة على خط الاستواء "، وبالتالي فإن مدة النهار والليل متساوية تقريبا في الطول حول العالم.

## الشعار
أقيمت مسابقة دولية لتصميم شعار اليوم العالمي للألوان في الاجتماع المؤقت لعام 2012 لجمعية الألوان الدولية، الذي عقد في تايبيه، تايوان. وكما عبرت المصممة الفائزة هوسانا ياو من هونج كونج، فإن "دائرتين تشكلان عين، نصفها متساوٍ من لون قوس قزح والأسود يمثل الضوء والظلام، ليلا ونهارا، الجميع يستمتعون بيوم الألوان العالمي".[بحاجة لمصدر]

## الأنشطة
بعض الأنشطة والفعاليات التي ستقام في اليوم العالمي للألوان:[بحاجة لمصدر]
- معارض فنية، مشاريع معمارية، تصميم، ديكور، أزياء[6]
- الاجتماعات والمناقشات والفعاليات
- ورش عمل حول استخدام اللون والضوء لكل من البالغين والأطفال والكبار.
- مسابقات في تصميم الألوان والضوء.
- ارتداء ألوان الهوية الوطنية أو الإقليمية.

## الدول الأعضاء
- أستراليا — جمعية الألوان الأسترالية[7][8][9]
- بلجيكا — رابطة الألوان متعددة التخصصات[10]
- البرازيل — Associação ProCor do Brasil[11]
- كندا — جمعية أبحاث الألوان في كندا[12]
- تشيلي — رابطة اللون تشيلي[13]
- كرواتيا – جمعية الألوان الكرواتية بالتعاون مع جامعة زغرب[8]
- فنلندا - جمعية الألوان الفنلندية ( Suomen Väriyhdistys[14]
- فرنسا — المركز الفرنسي للألوان[15]
- المجر — لجنة الألوان الوطنية المجرية[9]
- إيطاليا - Gruppo del Colore - Associazione Italiana Colore[16]
- اليابان — جمعية علوم الألوان[15]
- كوريا — الجمعية الكورية لدراسات الألوان[17]
- هولندا — اللون الأزرق[18]
- النرويج – منتدى فارج[19]
- البرتغال - رابطة الألوان البرتغالية Associação Portuguesa da Cor[20]
- روسيا — جمعية الألوان في روسيا[20]
- سلوفينيا — الجمعية السلوفينية للألوان[21]
- إسبانيا – كلية العلوم بجامعة أليكانتي[22]
- السويد – مؤسسة مركز الألوان السويدية[23]
- تايوان — رابطة الألوان في تايوان[15]
- المملكة المتحدة — مجموعة الألوان[24]
- الولايات المتحدة الأمريكية — مجلس الألوان المشترك بين المجتمعات[25]

## أنظر أيضا
- جمعية الألوان الدولية
- مجلس الألوان المشترك بين المجتمعات
- مجموعة اللون

## الروابط الخارجية
- الموقع الرسمي لجمعية الألوان الدولية
- حول التصنيف الدولي للأمراض (بالإسبانية)